# K. Deurne Spartans
Le Koninklijke Deurne Spartans est un club belge de baseball fondé en 1948. Les Spartans évoluent en Division 1.

## Histoire
- 1948 : Fondation du club sous le nom de Zonnestraal B.C. (matricule 10)
- 1957 : Changement de nom : Zonnestraal Spartacus B.C.
- 1958 : Inscriptions d'une équipe réserve et d'équipes de jeunes dans les différents championnats.
- 1965 : Changement de nom : Deurne Spartans B.C.
- 1968 : Création d'un nouveau terrain inauguré lors de la demi-finale de la Coupe d'Europe de baseball contre le Paris Université Club (victoire 8-5).

## Palmarès
- Champions de Belgique : 2015, 2016, 2018, 2019